# Schnellkampfgeschwader 10
Schnellkampfgeschwader 10 (dobesedno slovensko: Hitri bojni polk 10; kratica SKG 10) je bil hitri bombniški letalski polk (Geschwader) v sestavi nemške Luftwaffe med drugo svetovno vojno.

## Organizacija
- štab
- I. skupina
- II. skupina
- III. skupina
- IV. skupina

## Vodstvo polka
Poveljniki polka (Geschwaderkommodore)
- Major Günther Tonne: december 1942
- Major Helmut Viedebannt (v.d.): julij 1943
- Major Heinz Schumann: 16. julij 1943